# Szabad Nép
A Szabad Nép a Magyar Dolgozók Pártja (MDP) napilapja volt 1942 és 1956 között, a Népszabadság elődje.

## Története
Első száma 1942. február 1-jén jelent meg, főszerkesztője Rózsa Ferenc volt, a vezércikket Schönherz Zoltán írta. A második világháború idején csak komoly korlátozásokkal jelenhettek meg a magyar lapok a sajtócenzúra és a súlyosbodó papírhiány miatt.
Ságvári Endre a KMP egyik vezetőjeként felügyelte a KMP agitációs és propaganda tevékenységét, így az illegális nyomdát is, amely röpcédulákat, sőt a Szabad Nép című újság első számát is készítette. A nyomda technikáját a különböző nyomdákban dolgozó MKP tagok, ill. szimpatizánsok szerezték meg, valamint vásároltak is alkatrészeket. A Nyomda üzembe helyezését követően, Ságvári Endre meglátogatta a nyomdászokat a lakásukon, és egyeztette a kapcsolattartást, jelszavakat stb. Ekkor a KMP különböző feladatait ellátó személyek  illegalitásban voltak. 1943 végén  Rákosi Endre, Rákosi Éva, Richtmann Sándor kapták a megbízatást, amikor az előző nyomda munkatársai, Schlanger Elzáék lebuktak. Rákosi Endre, Éva volt a nyomdász, Richtmann Sándor pedig a nyomda védelmét látta el. A nyomda a Hungária krt. 108. alatt volt Wersitz Emil lakásában. 1944 november 4-én reggel a nyilasok rájuk támadtak. Richtmann Sándor meghalt, Wersitz Emilt és Rákosi Endrét megverték, megkínozták és elhurcolták. A Gestapo székhelyére vitték őket, onnan kerültek egy Dachauba menő transzportba. 1945-ben mindketten meghaltak. 1944 decemberében a Szabad Nép már másik  illegális nyomdájában röplapokat nyomtattak és terjesztették azokat. A nyomda rövid ideig dolgozott, mert ezt a nyomdát is nyilasok támadták meg, és fegyveres harcban felszámolták. A nyomdászok: Heller Mihály, Rákosi Sándor és Szegedi István.
Szünet után a háborút követően 1945. március 25-én jelent meg először újra a Szabad Nép, és az ezt követő évtizedben híven szolgálta a kommunista állampártok, először az MKP, majd az MDP hivatalos irányvonalát.
Az 1956-os forradalom napjaiban a lap hangnemet váltott és a változásokat követelők oldalára állt, de addigra olyan mértékben azonosították a kommunista diktatúrával, hogy ellehetetlenült. 1956. november 2-án a Népszabadság váltotta.

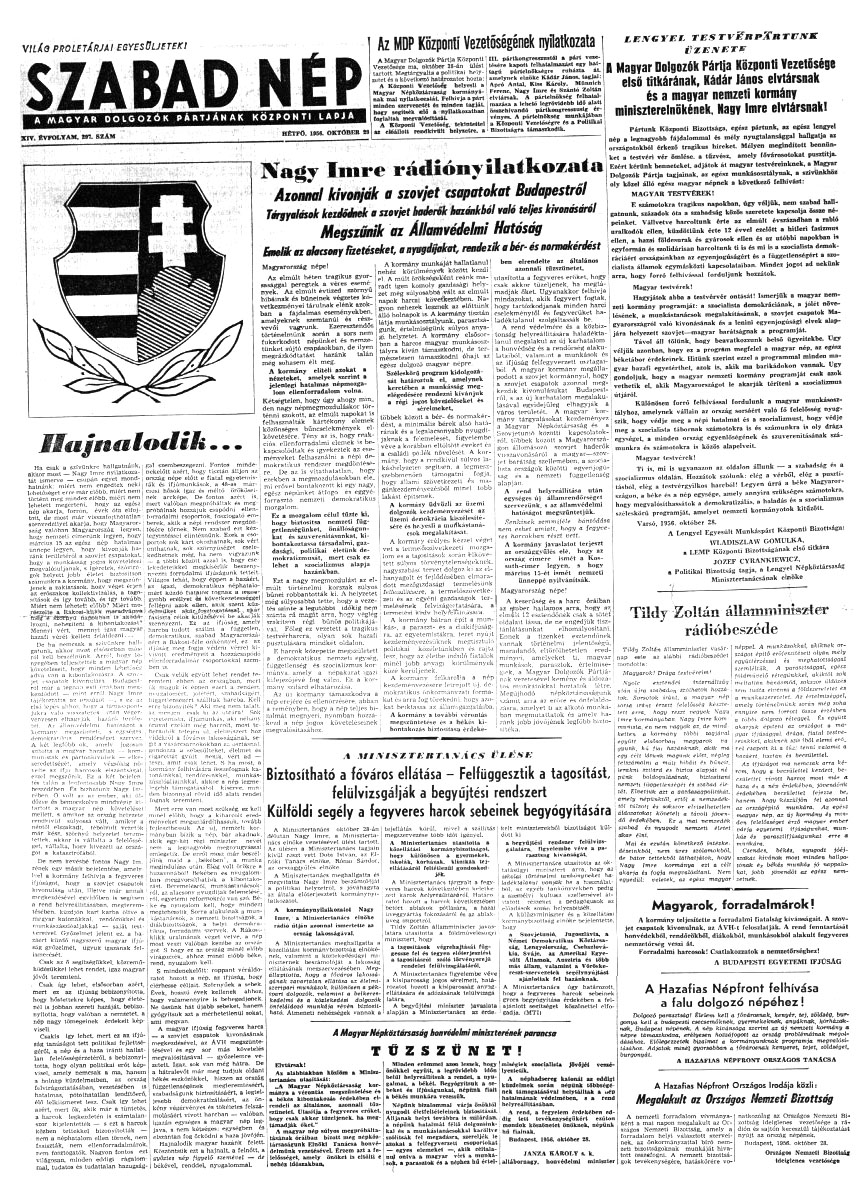
Szabad Nép utolsó kiadása, 1956. október 29.

## Székháza
Székháza az 1950-ben átadott sajtóház volt,  Budapesten a József körút és a Blaha Lujza tér sarkán. (Az épületet 2007-ben lebontották.) 

## Neves munkatársai
- Fazekas György (1948–1951)
- Fehér Lajos (1954–1956)
- Fekete Sándor (1953–1956)
- Gimes Miklós
- Háy Károly László kritikus (1945–1948)
- Kende Péter[2]
- Kornai János gazdasági szerkesztő (1947–1955)
- Laky Teréz (1947–1956)
- Lőcsei Pál (1947–1955)
- Méray Tibor munkatárs és kulturális rovatvezető, koreai és berlini tudósító
- Vásárhelyi Miklós (1945–?)